# Cotylorhiza ambulacrata
Cotylorhiza ambulacrata är en manetart som beskrevs av Ernst Haeckel 1880. Cotylorhiza ambulacrata ingår i släktet Cotylorhiza och familjen Cepheidae. Inga underarter finns listade i Catalogue of Life.